# Kübra Akman

Kübra Akman podczas ataku z obiegnięcia w finale Igrzysk Europejskich 2015

Kübra Akman (ur. 13 października 1994 w İznik) – turecka siatkarka, reprezentantka kraju, grająca na pozycji środkowej. 
26 sierpnia 2016 wyszła za mąż, za Mustafę Caliskana. Jej mąż jest szczypiornistą.

## Sukcesy klubowe
Klubowe Mistrzostwa Świata:
- 2013, 2017, 2018, 2021
- 2022[4]
- 2016, 2019

Superpuchar Turcji:
- 2013, 2014, 2017, 2021

Puchar Turcji:
- 2014, 2018, 2021, 2022[5], 2023[6]

Liga Mistrzyń:
- 2017, 2018, 2022, 2023[7]
- 2014, 2016, 2021
- 2015

Mistrzostwo Turcji:
- 2014, 2016, 2018, 2019, 2021, 2022[8]
- 2015
- 2017, 2023[9]

## Sukcesy reprezentacyjne
Mistrzostwa Europy Kadetek:
- 2011

Mistrzostwa Świata Kadetek:
- 2011

Mistrzostwa Europy Juniorek:
- 2012

Liga Europejska:
- 2014

Volley Masters Montreux:
- 2015
- 2016

Igrzyska Europejskie:
- 2015

Mistrzostwa Świata U-23:
- 2015

Mistrzostwa Europy:
- 2023[10]
- 2019
- 2017

Liga Narodów:
- 2021

## Nagrody indywidualne
- 2014: MVP Ligi Europejskiej
- 2015: Najlepsza blokująca w finale ligi tureckiej w sezonie 2014/2015
- 2015: Najlepsza blokująca Mistrzostw Świata U-23
- 2016: Najlepsza środkowa turnieju kwalifikacyjnego do Igrzysk Olimpijskich 2016
- 2017: Najlepsza środkowa Klubowych Mistrzostw Świata